# همه‌پرسی استقلال کالدونیای جدید (۲۰۱۸)
همه‌پرسی استقلال کالدونیای جدید در ۴ نوامبر ۲۰۱۸ در کالدونیای جدید برگزار شد. رای‌دهندگان برای انتخاب اینکه بخشی از فرانسه متروپل یعنی سرزمین اصلی فرانسه باشند یا به یک کشور مستقل تبدیل شوند رأی دادند. در عصر روز رای‌گیری، ۵۶/۴ درصد برای حفظ وضع موجود و ۴۳/۶ درصد به نفع استقلال رأی دادند. مشارکت بیش از ۸۰ درصد از رای‌دهندگان شامل ۱۷۴٬۹۹۵ نفر از واجدین شرایط رأی دادن در این همه‌پرسی بود. انجام این رای‌گیری بخشی از توافقی در سال ۱۹۸۸ بود که به کمپینی خشونت بار برای استقلال این ناحیه پایان داد.
همان‌طور که در مصوبات ۱۹۹۸توافق شده بود، شرایط غیرقابل قبول برای استقلال کالدونیای جدید بود، زیرا نتیجه این همه‌پرسی اختلاف رأی ۱۷ درصد از مجموع ۲۱۰۱۰۵ رای‌دهندگان ثبت شده کالدونیای جدید را شامل می‌شد. پیش از رای‌گیری، دولت و مقامات در فرانسه متروپل اعلام کرده بودند که آن‌ها به نتایج همه‌برسی پایبند خواهند ماند و آن را رعایت خواهند کرد. علی‌رغم شکست این همه‌پرسی برای استقلال کالدونیای جدید تحت شرایط قرارداد ۱۹۹۸ اگر یک سوم از قانون‌گذاران کنگره جدید شامل قانون‌گذاران محلی، با اجازه رای‌گیری موافقت کنند. فرصت رأی دادن دوباره را در ۲۰۲۰ و ۲۰۲۲ خواهند داشت.

## پیشینه
کالدونیای جدید به‌طور رسمی در سال ۱۸۵۳، بخشی از فرانسه متروپل شد، شامل اراضی اروپایی و جزایر پلینری، همچنین مهاجران جزیره‌هایی در اقیانوس اطلس، کانال مانش و مدیترانه است. بر اساس سرشماری به ترتیب اقلیت (۲۷٪، ۱۱٪ و ۳۹ درصد را در سال (۲۰۱۴) در کالدونیای جدید ثبت شد.
نزدیک به ۴۰ درصد جمعیت این جزایر را بومیان کاناک تشکیل می‌دهند. در دهه ۱۹۸۰ درگیری‌های مرگباری میان نیروهای فرانسوی و کاناک‌ها روی داد.
در سال ۱۹۸۸ نمایندگان موافقان و مخالفان استقلال با پایان خشونت‌ها زمینه را برای یک گذار ۲۰ ساله تحت فرانسه متروپل که به تدریج قابلیت‌ها را به دولت محلی منتقل خواهد کرد و در نهایت برگزاری یک همه‌پرسی در مورد سرنوشت این جزایر توافق کردند. این قرار داد تأکید داشت که رای‌گیری باید تا پایان سال ۲۰۱۸ برگزار شود. در ۲ نوامبر ۲۰۱۷ فیلیپ، نخست‌وزیر فرانسه، جلسه‌ای برای شروع کار بر روی همه‌پرسی استقلال، تا نوامبر ۲۰۱۸ را به تصویب رساند. در ۲۰ مارس ۲۰۱۸ اعلام شد که همه‌پرسی استقلال در ۴ نوامبر ۲۰۱۸ برگزار خواهد شد.